# Anuluk Yeunhan
Anuluk Yeunhan (thailändisch อนุรักษ์ ยืนหาร, * 12. Juni 1998), auch als Nu bekannt, ist ein thailändischer Fußballspieler.

## Karriere
Anuluk Yeunhan stand bis Anfang Juni 2021 beim Drittligisten Pluakdaeng United FC. Mit dem Verein aus Rayong spielte er in der dritten Liga. Hier trat man in der Eastern Region an. Im Juni 2021 wechselte er zum in der Western Region spielenden Kanchanaburi FC. Zu der Zeit hieß der Verein aus Sponsorengründen Singha Golden Bells Kanchanaburi FC. Zu Beginn der Saison 2022/23 benannte sich der Verein in Dragon Pathumwan Kanchanaburi FC um. In der Hinrunde 2022/23 stand er siebenmal für den Verein aus Kanchanaburi auf dem Spielfeld. Nach der Hinrunde wechselte er im Januar 2023 in die zweite Liga. Hier schloss er sich dem in der Hauptstadt Bangkok beheimateten Raj-Pracha FC an. Sein Zweitligadebüt gab Anuluk Yeunhan am 8. Januar 2023 (18. Spieltag) im Heimspiel gegen den Nakhon Si United FC. Bei der 0:1-Heimniederlage wurde er in der 85. Minute für Teerawut Churok eingewechselt. Am Ende der Saison musste er mit Raj-Pracha in die dritte Liga absteigen. Für den Verein bestritt er acht Zweitligaspiele. Nach dem Abstieg verließ er den Verein und schloss sich im Juli 2023 dem Zweitligisten Phrae United FC an. Für den Verein aus Phrae bestritt er zwei Zweitligaspiele. Im Sommer 2024 wechselte er zum Drittligisten Phitsanulok FC. Mit dem Klub aus Phitsanulok spielt er in der Northern Region der Liga.